# Diocesi di Edimburgo
La diocesi di Edimburgo (in latino Dioecesis Edimburgensis, in inglese Diocese of Edinburgh) è una sede della Chiesa episcopale scozzese. Nel 2020 contava 3.310 battezzati su 77.000 abitanti. È retta dal vescovo John Armes.

## Territorio
La diocesi comprende Edimburgo, il Lothian, gli Scottish Borders e Falkirk.
Sede vescovile è Edimburgo, dove si trova la Cattedrale episcopale di Santa Maria.
Il territorio si estende su circa 5.500 km² ed è suddiviso in 53 parrocchie.

## Storia
Nella città si sono verificati numerosi eventi importanti che hanno posto la diocesi di Edimburgo al centro della formazione della Chiesa episcopale scozzese. A differenza delle altre diocesi della Chiesa episcopale che sono state ereditate dall'organizzazione della Chiesa cattolica, la diocesi di Edimburgo è una creazione relativamente recente, essendo stata fondata nel 1633 da Re Carlo I, l'anno della sua incoronazione scozzese. William Forbes fu consacrato il 23 gennaio 1634 nella Cattedrale di Sant'Egidio come primo vescovo di Edimburgo.
Dopo la sua consacrazione David Lindsay gli succedette come vescovo della nascente sede episcopale. In questo momento, gli effetti della Riforma scozzese stavano prendendo una nuova svolta e Lindsay, insieme a tutti gli altri vescovi scozzesi, fu deposto nel 1638 e l'eredità e la giurisdizione della chiesa passarono nelle mani dei presbiteriani Chiesa di Scozia. Seguì un periodo di grandi disordini politici ed ecclesiastici con le Guerre dei Vescovi e le Guerre dei Tre Regni che travolsero la Scozia e l'Inghilterra. Fu solo con la Restaurazione della monarchia che l’Episcopato fu restaurato alla Chiesa scozzese e George Wishart fu consacrato come nuovo vescovo di Edimburgo nel 1662.
Il governo episcopale fu di breve durata. Nel 1689 Alexander Rose (vescovo 1687-1720) si trovò coinvolto nel conflitto Giacobita seguito alla Gloriosa Rivoluzione. I vescovi scozzesi erano sotto pressione affinché dichiarassero la loro fedeltà a Guglielmo d'Orange rispetto a Giacomo VII.
Con le simpatie giacobite che correvano in tutta l'ala episcopale della chiesa, gli episcopaliani scozzesi furono sciolti e il sistema politico presbiteriano fu permanentemente stabilito nella Chiesa di Scozia. Rose partì dalla cattedrale di St Giles nel 1689 e portò con sé un certo numero di sostenitori della congregazione per avviare una chiesa separata. Rilevarono un ex negozio di lana a breve distanza lungo il Royal Mile come luogo del loro culto; oggi, la Old St Paul's Church si trova su questo sito e afferma di essere la più antica congregazione episcopale della Scozia.

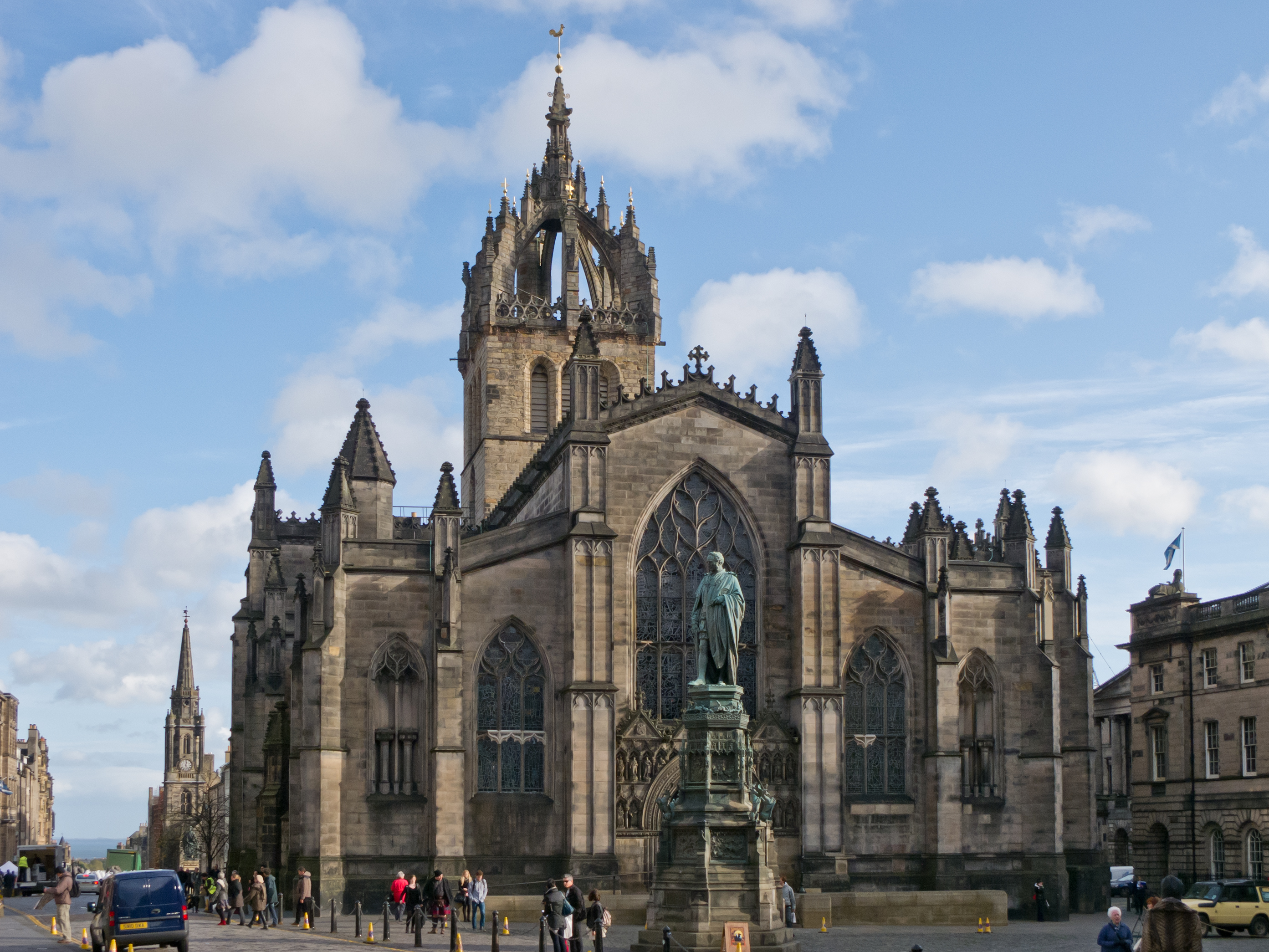
St. Giles, cattedrale 1635–1638 e 1661–1689 (ora alla Church of Scotland)

Per molti anni, Edimburgo (come le altre diocesi episcopali in Scozia) non ebbe una chiesa cattedrale. Gradualmente, man mano che Non-Jurors e Congregazioni qualificate furono riconciliate e le leggi penali furono abrogate (1792), la Chiesa episcopale tornò a far parte della vita religiosa scozzese; le segrete case di riunione episcopali furono sostituite da chiese, alcune delle quali fungevano da pro-cattedrali per Edimburgo. Verso la fine del diciannovesimo secolo, la diocesi di Edimburgo fu in grado di costruire la propria cattedrale grazie alle donazioni di ricchi benefattori e nel 1874 furono gettate le fondamenta per la St Mary's Cathedral in Palmerston Place nel West End. Questa nuova cattedrale, completata nel 1879, fu progettata in stile neogotico da Sir George Gilbert Scott e le sue tre enormi guglie che raggiungono i 90 metri (300 ft) e i 60 metri (200 ft) possono essere viste sullo skyline occidentale da Princes Street.
La High Kirk of St Giles si erge ancora oggi sul Royal Mile; sebbene sia comunemente chiamata "Cattedrale di St Giles", questo è un titolo onorario poiché, essendo una chiesa presbiteriana, non ha una cattedra (il trono di un vescovo). Un'altra cattedrale di St Mary esiste anche a Edimburgo, la Cattedrale Cattolica Romana che si trova in Picardy Place in cima a Leith Walk.

## Cronotassi
Precedenti la rivoluzione calvinista
- 1634: William Forbes
- 1634–1638: David Lindsay
- 1638–1661: prima rivoluzione calvinista
- 1662–1671: George Wishart
- 1672–1679: Alexander Young
- 1679–1687: John Paterson
- 1687–1689: Alexander Rose

Vescovi episcopali
- 1720–1727: John Fullarton (Primus 1720–1727)
- 1727: Arthur Millar (Primus 1727)
- 1727–1733: Andrew Lumsden (Primus 1727–1731)
- 1733–1739: David Freebairn (Primus 1731–1738)
- 1739–1776: vacante
- 1776–1784: William Falconer (Primus 1762–1782)
- 1784–1788: vacante
- 1788–1805: William Abernethy Drummond
- 1806–1830: Daniel Sandford
- 1830–1841: James Walker (Primus 1837–1841)
- 1841–1872: Charles Terrot (Primus 1857–1862)
- 1872–1886: Henry Cotterill
- 1886–1910: John Dowden
- 1910–1929: Somerset Walpole
- 1929–1939: Harry Reid
- 1939–1946: Logie Danson (also Primus 1943–1946)
- 1947–1961: Kenneth Warner
- 1961–1975: Kenneth Carey
- 1975–1985: Alastair Haggart (Primus 1977–1985)
- 1986–2000: Richard Holloway (Primus 1992–2000)
- 2001–2011: Brian Smith
- 2012– : John Armes

## Statistiche
La diocesi nel 2020 su una popolazione di un milione di persone contava 8.500 battezzati, corrispondenti all’1% del totale.